# جمعیت طلوع بی‌نشان‌ها
جمعیت طلوع بی نشان‌ها سازمانی است مردم نهاد، غیردولتی و غیر سیاسی که با هدف حمایت از زنان، مردان و کودکان آسیب دیده اجتماعی از سال ۱۳۸۸ به صورت رسمی آغاز به فعالیت کرده‌است. طلوع به عنوان حامی تخصصی افراد درگیر با معضل کارتن خوابی، فعالیت خود را در هفت حوزه جذب، درمان، سرپناه، آموزش، اشتغال، بازگشت به خانواده و بازگشت به بدنه جامعه متمرکز کرده‌است.
جمعیت طلوع بی نشان‌ها در طول فعالیت در راستای کاهش آسیب اجتماعی کارتن خوابی در شهر تهران با هدف امید بخشیدن برای بهبودی، دوباره ایستادن و همراه شدن این قشر با جامعه توانسته است به صورت نظام مند و برنامه‌ریزی شده، در راستای جذب، درمان و کارآفرینی برای کارتن خواب‌های بهبود یافته تهران فعالیت کند و با ارائه خدمات به این قشر که به جهت شرایط اجتماعی، از آسیب پذیرترین قشرها جامعه محسوب می‌شوند، گامهای مؤثری در راستای بهبود شرایط اجتماعی بردارد.

## آئین مهرورزی
بر اساس یک رسم دیرین از پیش از آغاز به کار رسمی جمعیت طلوع، هر سه شنبه شب مقدار زیادی غذای گرم تهیه می‌گردد و بین کارتن خوابها توزیع می‌شود، این غذا بهانه‌ای است برای ایجاد ارتباط با این افراد و طی همین فرایند، هر هفته تعداد قابل ملاحظه‌ای از کارتن خواب‌ها به صورت داوطلبانه و برای آغاز دوره بهبودی و درمان و تحت پوشش قرار گرفتن با اعضای جمعیت طلوع همراه می‌شوند.

## حرکت نمادین جمع‌آوری فیلتر سیگار
همه ساله بهبود یافتگان و یاوران جمعیت طلوع بی نشان‌ها، طی یک حرکت نمادین، مسیر طولانی در شهر تهران را از زباله سیگار پاکسازی می‌کنند، معمولاً این حرکت در اسفند هر سال و از میدان تجریش تهران تا چهارراه ولیعصر صورت می‌گیرد، شعار این حرکت نمادین جملهٔ «ببخش و باورم کن» می‌باشد.

## اکران فیلم کاغذ بی خط
در ۱۵ اسفند سال ۱۳۹۳ فیلم کاغذ بی خط به کارگردانی ناصر تقوایی، با حضور رخشان بنی اعتماد، اعضای تیم فوتبال استقلال و جمعی دیگر از هنرمندان به نفع جمعیت طلوع بی نشان‌ها در تالار ایوان شمس به نمایش درآمد. در این برنامه رخشان بنی اعتماد جایزه آسیاپاسفیک خود را به نفع ساخت سرپناهی برای زنان کارتنخواب آهدا کرد.

## توزیع سبزی‌پلو و ماهی شب عید
هر ساله طبق سنت ایرانی، در این جمعیت، در آخرین سه شنبه سال، مقدار زیادی سبزی‌پلو و ماهی طبخ شده و بین کارتن خوابها و کودکان کار توزیع میگردد.

## تهران شهر بدون گرسنه
جمعیت طلوع بی‌نشان‌ها از سال ۹۴ پروژه‌ای را تحت عنوان تهران شهر بدون گرسنه در سطح شهر تهران آغاز کرد، طریقه عملکرد تهران شهر بدون گرسنه به این صورت است که مردم تهران با ارتباط با تلفن ویژهٔ طرح، تعداد و مقدار غذاهای سالم و دست‌نخوردهٔ باقی‌مانده از مجالس و میهمانی‌های خود را همراه با نشانی محل اعلام کرده یا خودشان غذاها را به مراکز تعیین شده طرح تهران شهر بدون گرسنه طلوع در تهران انتقال داده یا نسبت به شرایط تعداد و مسافت ذکر شده پیک وانت‌های طلوع مراجعه و غذاها را انتقال می‌دهند. پس از جمع‌آوری کمتر از ۲۴ ساعت این غذاها به مراکز درمانی و نگهداری از افراد بی‌خانمان و محله‌های شناسایی شده محروم حاشیه شهر انتقال داده می‌شود، این اتفاق باعث جلوگیری از تعداد بی‌شماری از اسراف غذاهای طبخ شده و همچنین جلوگیری از سوءتغذیه بسیاری از کسانی که از شرایط نامساعد تغذیه رنج می‌برند، می‌شود.

## نهال مهر
نهال مهر عنوان پروژهای در جمعیت طلوع بی‎نشان‎ها می‎باشد که در آن افرادی که پیش‎تر کارتن خواب بودند و در مراکز درمانی جمعیت طلوع زندگی می‌کنند، گیاهانی را پرورش داده و آن‌ها را به فروش می‎رسانند. به اعتقاد طراحان این پروژه، کاشت و پرورش گیاهان تأثیر زیادی بر روند بهبودی افراد کارتن خواب و معتاد تحت درمان در طلوع را داشته.  پس از معرفی عمومی این پروژه در برنامۀ خندوانه، رامبد جوان گلدان‎های کوچک نهال مهر را به عنوان هدیه به چهره‎هایی که مهمان این برنامه بودند اهداء می‎کرد.

## نقطۀ صفر مرزی
جمعیت طلوع بی‎نشانها از سال ۱۳۹۵ طرحی به نام نقطۀ صفر مرزی را راه اندازی کرد، هدف از این طرح حمایت از مدارس محروم شهرهای مرزی ایران بود، در آستانۀ شروع سال تحصیلی مقداری کیف، لوازم التحریر و سایر اقلام مرتبط با تحصیل در شهرها جمع شده و به مدارس محروم واقع در شهرهای مرزی ارسال می‎گردد.